# اودرپسی
اودرپسی (به چکی: Odřepsy) یک منطقهٔ مسکونی در جمهوری چک است که در ناحیه نیمبورک واقع شده‌است.